# ایریک واروس لارشن
ایریک واروس لارشن (انگلیسی: Eirik Verås Larsen؛ زادهٔ ۲۶ مارس ۱۹۷۶) قایقران کانو اهل نروژ است.
وی در مسابقات کشوری و بین‌المللی در مجموع برندهٔ ۱۴ مدال طلا، ۳ مدال نقره، ۴ مدال برنز شده‌است.